# Pinselstachler
Der Pinselstachler (Trichys fasciculata) ist ein Säugetier in der Familie der Stachelschweine und die einzige Art der Gattung Trichys.

## Merkmale
Mit einer Kopf-Rumpf-Länge bis zu 48 cm, einer Schwanzlänge bis zu 23 cm und einem Gewicht zwischen 1,7 und 2,3 kg ist der Pinselstachler das kleinste Familienmitglied. Der Körper ist am Rücken und an den Seiten von braunen Stacheln mit weißen Spitzen bedeckt. Diese sind kürzer als bei anderen Stachelschweinen. Auf dem Kopf befindet sich braunes Fell, wogegen das Fell der Unterseite weißlich ist. Der lange Schwanz ist hauptsächlich mit Schuppen bedeckt, mit Ausnahme einer borstigen Quaste an der Spitze. Bei manchen Individuen bricht der Schwanz während der Flucht oder bei anderen Ereignissen ab, er kann jedoch nicht regeneriert werden.

## Verbreitung und Lebensraum

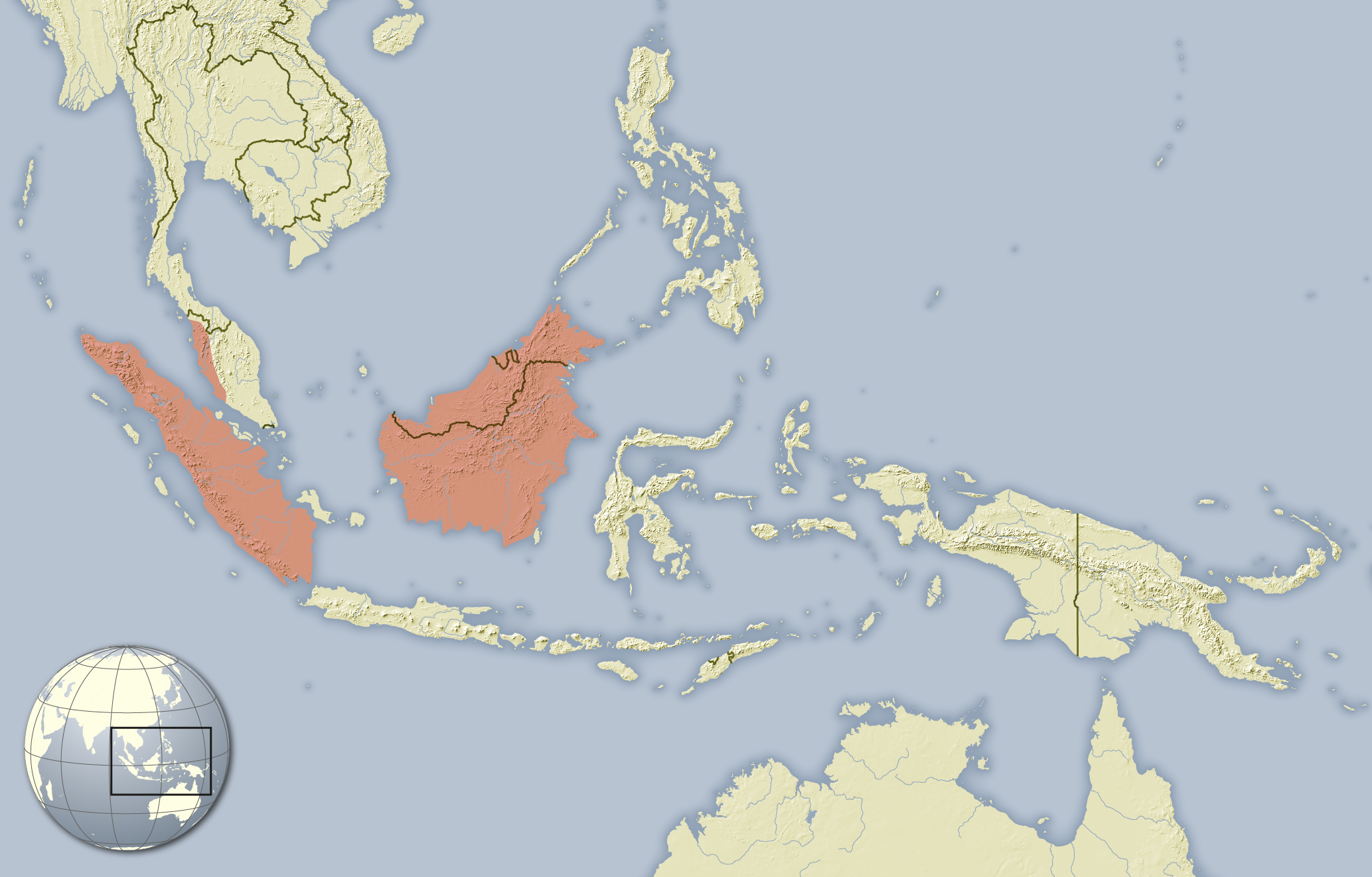
Trichys fasciculata

Der Pinselstachler lebt auf der südwestlichen Malaiischen Halbinsel sowie auf Sumatra und Borneo. In Gebirgen kann er bis 1150 Meter Meereshöhe angetroffen werden. Als Habitat dienen hauptsächlich ursprüngliche Wälder. Die Art besucht weiterhin von Menschen veränderte Landschaften und Mangrovenwälder.

## Lebensweise
Die Individuen sind nachtaktiv. Sie ruhen am Tage in aufgefundenen Erdlöchern oder in anderen Verstecken. Der Pinselstachler hält sich meist auf dem Boden auf und kann bei Bedarf im Unterholz klettern. Er frisst vorwiegend Pflanzenteile wie Früchte, Samen, Bambussprossen oder weiche Rinde, sowie verschiedene wirbellose Tiere.
Beim Pinselstachler sind die Weibchen zwischen September und November einen Monat paarungsbereit. Paarungsbereite Weibchen stoßen einen Paarungsruf aus, worauf die Männchen um das Paarungsrecht kämpfen. Meist ist das größte und älteste Männchen der Gewinner. Dieser folgt dem Weibchen in den folgenden drei Tagen, in denen die Paarung stattfindet.
Die Trächtigkeit dauert etwa sieben Monate, worauf ein oder zwei Jungtiere geboren werden. Vermutlich sind die Neugeborenen, wie bei anderen Stachelschweinen weit entwickelt und bei Geburt mit weichen Stacheln ausgerüstet. Junge Pinselstachler werden etwa 8 Wochen gesäugt. Sie erreichen die Geschlechtsreife meist nach einem Jahr. In Gefangenschaft gehaltene Exemplare erreichten ein Alter von 10 Jahren.

## Status
Der Pinselstachler wird in Südostasien gejagt, was jedoch keine gravierenden Auswirkungen auf den Gesamtbestand hat. Die Weltnaturschutzunion (IUCN) listet die Art als nicht gefährdet (Least Concern).